# クリスチャン郡 (ミズーリ州)
クリスチャン郡（英: Christian County）は、アメリカ合衆国ミズーリ州の南西部に位置する郡である。2010年国勢調査での人口は77,422人であり、2000年の54,285人から42.6％増加し、州内でも国内でも最大級に成長速度の高い郡となっている。これは北のグリーン郡の郡庁所在地スプリングフィールド市のベッドタウンとして成長が続いていることによっている。郡庁所在地はオザーク市（人口17,820人）であり、同郡で人口最大の都市はニクサ市（人口19,022人）である。クリスチャン郡は1859年に組織化され、郡名はケンタッキー州出身でアメリカ独立戦争の軍人だったウィリアム・クリスチャンに因んで名付けられた。
クリスチャン郡はスプリングフィールド大都市圏に属している。

## 地理
アメリカ合衆国国勢調査局に拠れば、郡域全面積は564.05平方マイル (1,460.9 km2)であり、このうち陸地563.16平方マイル (1,458.6 km2)、水域は0.89平方マイル (2.3 km2)で水域率は0.16％である。

### 主要高規格道路
- アメリカ国道60号線
- アメリカ国道65号線
- アメリカ国道160号線
- ミズーリ州道13号線
- ミズーリ州道14号線
- ミズーリ州道125号線

### 隣接する郡
- グリーン郡 - 北
- ウェブスター郡 - 北東
- ダグラス郡 - 東
- トーニー郡 - 南
- ストーン郡 - 南西
- ローレンス郡 - 西

### 国立保護地域
- マーク・トウェイン国立の森（部分）

## 人口動態
以下は2000年国勢調査による人口統計データである。
| 基礎データ - 人口: 54,285人 - 世帯数: 20,425 世帯 - 家族数: 15,645 家族 - 人口密度: 37人/km2（96人/mi2） - 住居数: 21,827軒 - 住居密度: 15軒/km2（39軒/mi2） 人種別人口構成 - 白人: 97.31% - アフリカン・アメリカン: 0.27% - ネイティブ・アメリカン: 0.56% - アジア人: 0.29% - 太平洋諸島系: 0.03% - その他の人種: 0.42% - 混血: 1.13% - ヒスパニック・ラテン系: 1.32% 先祖による構成 - アメリカ人：23.7％ - ドイツ系：21.1％ - イギリス系：12.3％ - アイルランド系：11.3％ 年齢別人口構成 - 18歳未満: 27.8% - 18-24歳: 8.1% - 25-44歳: 31.7% - 45-64歳: 21.8% - 65歳以上: 10.6% - 年齢の中央値: 34歳 - 性比（女性100人あたり男性の人口） - 総人口: 94.7 - 18歳以上: 91.5 | 世帯と家族（対世帯数） - 18歳未満の子供がいる: 38.6% - 結婚・同居している夫婦: 64.0% - 未婚・離婚・死別女性が世帯主: 9.3% - 非家族世帯: 23.4% - 単身世帯: 19.1% - 65歳以上の老人1人暮らし: 7.0% - 平均構成人数 - 世帯: 2.63人 - 家族: 3.00人 収入と家計 - 収入の中央値 - 世帯: 50,200米ドル - 家族: 58,806米ドル - 性別 - 男性: 31,929米ドル - 女性: 21,852米ドル - 人口1人あたり収入: 23,873米ドル - 貧困線以下 - 対人口: 9.1% - 対家族数: 7.1% - 18歳未満: 13.2% - 65歳以上: 7.8% |

## 教育
クリスチャン郡内の高等教育機関として、オザーク市に4年制私立大学であるコロンビア・カレッジがある。

## 都市と町
| - ビリングス - ボアズ - ブルナー - チャドウィック - チェスナットリッジ - クレバー - エルクヘッド - フレモントヒルズ - ガリソン - ハイランドビル | - ケルトナー - リンデン - ニクサ - オールドフィールド - オザーク - 郡庁所在地 - サドルブルック - スパータ - スポケーン - スプリングフィールド（小部分のみ） |

## 政治

### 地方
クリスチャン郡の地方レベルでは共和党が大半の政治を支配しており、郡の選挙で選ばれる役職を1人以外は独占している。共和党の評価官サンドラ・ブライアント・リトルがその地位に関連した刑事事件で告発され、ミズーリ州検察長官のクリス・コスターから評価官を罷免されたために、民主党員で州知事のジェイ・ニクソンが、その空席を民主党員のデイビッド・ストークリーに埋めさせた。

#### 国政
クリスチャン郡全域がアメリカ合衆国下院議員ミズーリ州第7選挙区に入っており、2012年時点の議員は共和党員である。
大統領選挙のレベルでは州南西部の田園部にある郡と同様、共和党の強い地盤である。2000年と2004年の大統領選挙では、ジョージ・W・ブッシュが2対1以上の票差でクリスチャン郡を制した。2008年の選挙では、州内の田園部にある郡と同様、バラク・オバマよりジョン・マケインを選んだ。クリスチャン郡では、過去50年以上民主党候補が制したことはない。
クリスチャン郡は州南西部バイブル・ベルトにある田園部郡と同様、社会的にまた文化的に保守的であり、それが共和党支持の傾向に強く影響している。2004年の州民投票では、結婚を男と女の結合として定義する州憲法改正案をクリスチャン郡は80.46％という圧倒的多数で賛成した。州全体でも71％の賛成で可決し、ミズーリ州は同性結婚を禁止する最初の州になった。2006年の州民投票では、胚性幹細胞の研究を予算化し、合法化する憲法改正案が掛けられたが、クリスチャン郡では58.98％が反対した。州全体では51%の賛成と辛うじて改正が成立し、胚性幹細胞の研究を最初に認めた州の1つになった。郡民は伝統的に社会問題に保守的であるが、最低賃金の増加のような人民主義的施策は支持する傾向にある。やはり2006年の州民投票で最低賃金を時間あたり6.50ドルに増やす命題については、クリスチャン郡では73.01％が支持した。この命題は州内のどの郡でも支持され、75.94％が賛成した。

#### 2008年大統領予備選挙
2008年の大統領予備選挙で、クリスチャン郡は二大政党の候補者をどちらも州全体と全国で二位に終わった者を選んだ。民主党の予備選挙ではヒラリー・クリントンが1位となったが、共和党予備選挙では元アーカンソー州知事のマイク・ハッカビーがクリントンより多い得票で1位になった。

## 大衆文化の中で
2010年の映画 "ウィンターズ・ボーン" は全てトーニー郡とクリスチャン郡で撮影された。多くの地元住民もそこそこの役をこなした。